# Đá Bồ Đề
Đá Bồ Đề (tiếng Anh: chưa rõ; tiếng Trung: 片礁; bính âm: Piàn jiāo, Hán-Việt: Phiến tiêu) là một rạn san hô thuộc cụm Bình Nguyên của quần đảo Trường Sa. Đá này nằm về phía đông nam của đá Long Điền, phía tây bắc của bãi Cái Mép và phía nam của bãi Sa Bin. Tọa độ của đá này là 9°31′0″B 116°23′30″Đ.
Đá Bồ Đề là đối tượng tranh chấp giữa Việt Nam, Đài Loan, Philippines và Trung Quốc. Hiện chưa rõ nước nào thực sự kiểm soát rạn san hô này.